# 李国哲
李 国哲（リ・グクチョル、朝鮮語: 리국철）は、朝鮮民主主義人民共和国の政治家。朝鮮労働党中央委員会委員、最高人民会議代議員。金日成総合大学総長兼教育委員会高等教育相、金日成総合大学第1副総長などを歴任した。

## 経歴
詳細な経歴は不明だが、金日成総合大学副総長、第1副総長などを歴任し、2019年3月10日に実施された最高人民会議第14期代議員選挙で代議員に選出された。
2021年1月5日から開催された朝鮮労働党第8次大会で党中央委員会委員に選出され、同年1月17日に開催された最高人民会議第14期第4回会議で金日成総合大学総長兼教育委員会高等教育相に任命された。その後、朝鮮労働党法務部が教育部門に検閲を行ったところ、大学入試問題が裏取引されるなどの問題が発見された責任を取り、6月18日に開催された朝鮮労働党中央委員会第8期第3回総会第4日会議で高等教育相を解任された。その後、李は大学教授職に就いたという。